# Олеся Фурс
Олеся Фурс (Умпіровіч) (11 січня 1925, Азярава (нині Браславський район, Вітебська область, Білорусь) — 19 серпня 2017) — член Глибоцької групи молодіжної підпільної організації Союз білоруських патріотів (СБП). В'язень радянських концентраційних таборів з 1947 по 1956 рік.

## Біографія

герб «Погоня»

1943 року під час навчання в Поставській учительській семінарії вступила в Союз білоруських патріотів (СБП) — підпільної патріотичної молодіжної організації. 25 березня 1946 року для церемонії прийняття присяги членів СБП на вірність Білорусі Олеся намалювала герб «Погоня». 1948 року дівчину заарештували, судили і вона отримала 25 років ув'язнення в Мордовії. Батька Олесі радянська влада засудила до 10 років ув'язнення за те, що той не видав свою рідну дочку, але після знущань радянських карателів він зумів прожити в неволі лише кілька років.
У таборі дружила з відомою білоруського поетесою Ларисою Геніюш. По смерті Сталіна термін ув'язнення було скорочено до 10 років. Після звільнення 1956 року вийшла заміж за члена Глибоцького відділення СБП Антона Фурса. Сім'я жила в Казахстані, де народилися син і дочка. У вільний час Олеся Фурс займалася малюванням, заочно закінчила Московський народний університет мистецтв.
1982 року сім'я Фурсів повернулася на батьківщину, оселилася в Поставах. Олесю Фурс реабілітували 23 листопада 1992 року.